# 陽斐
阳斐，字叔鸾，北魏末年至北齐时期的官员，右北平郡无终县（今河南省镇平县南）人。北魏建德郡太守阳藻（字景德）的儿子。
魏孝庄帝时期，阳斐在西兖州保护流民有功，被授予方城伯的爵位。后来担任侍御史，还兼任都官郎中、广平王开府中郎，并参与修撰起居注。东魏兴和年间，阳斐担任起部郎中，兼任通直散骑常侍，作为使者出使南朝梁。南朝梁的尚书羊侃与阳斐有旧交，曾三次写信邀请阳斐到府中拜访，但阳斐因记恨羊侃背叛北魏，始终没有回应。南朝梁有人问他：“羊侃来南朝梁已经很久了，你的国家也经历了变革，李、卢等人都去他府中拜访会面，你为何如此固执？” 阳斐回答：“柳下惠能做到的事，我做不到。” 梁武帝也劝说道：“羊侃渴望与你相见，如今两国处于友好关系，天下本是一家，何必再提过去的事呢？” 但阳斐还是拒绝了。回国后，他担任了廷尉少卿。石济一带黄河泛滥，桥梁被冲毁，阳斐负责修缮了桥梁。他还将黄河的渡口迁移到白马，在河中筑起石基，在两岸建造关城，使渡口得以长期使用。东郡太守陆士佩因黎阳风景优美，想开山修建皇家园林，于是请求阳斐派遣工匠，阳斐认为这会使民众受苦，便拒绝了。不久，阳斐转任尚书右丞。天保元年（550年），北齐建立后，他被任命为镇南将军、尚书吏部郎中。后来因公务被免职，过了很久，又担任都水使者。齐文宣帝亲自率领六军攻打北方的突厥汗国时，阳斐奉命监督长城的修建。他还兼任行南谯州事，加授通直散骑常侍，担任寿阳道行台左丞。之后转任散骑常侍，食邑为陈留郡。不久，又被任命为徐州刺史，兼任东南道行台左丞。乾明元年（560年），被召回担任廷尉卿，后转任卫大将军，兼任都官尚书。他还代理太子少傅，转任殿中尚书，以本官身份监督瀛州事务。阳斐曾请求退休，但未被批准。不久，他被授予仪同三司之位，食邑为广阿县，最终在任上去世。朝廷追赠他使持节、都督北豫光二州诸军事、骠骑大将军、仪同三司、中书监、北豫州刺史等职，谥号为敬简。他的儿子阳师孝，曾任中书舍人。